# Venusberg (Bonn)
Venusberg är en av de noblaste stadsdelarna i den tyska staden Bonn. Här har bland annat Heinrich Lübke, Walter Scheel, Ludwig Erhard, Willy Brandt och Herbert Wehner bott. Stadsdelen är 4,22 km² stor och har en befolkning på knappt 2 200 personer (1998). Den ligger på den västliga sidan av floden Rhen.
Namnet har den fått av det 166 m höga Venusberg den ligger på. Bonn i allmänhet ligger på 60 m höjd.